# Périchondre
 (novembre 2016).
Si vous disposez d'ouvrages ou d'articles de référence ou si vous connaissez des sites web de qualité traitant du thème abordé ici, merci de compléter l'article en donnant les références utiles à sa vérifiabilité et en les liant à la section « Notes et références ».

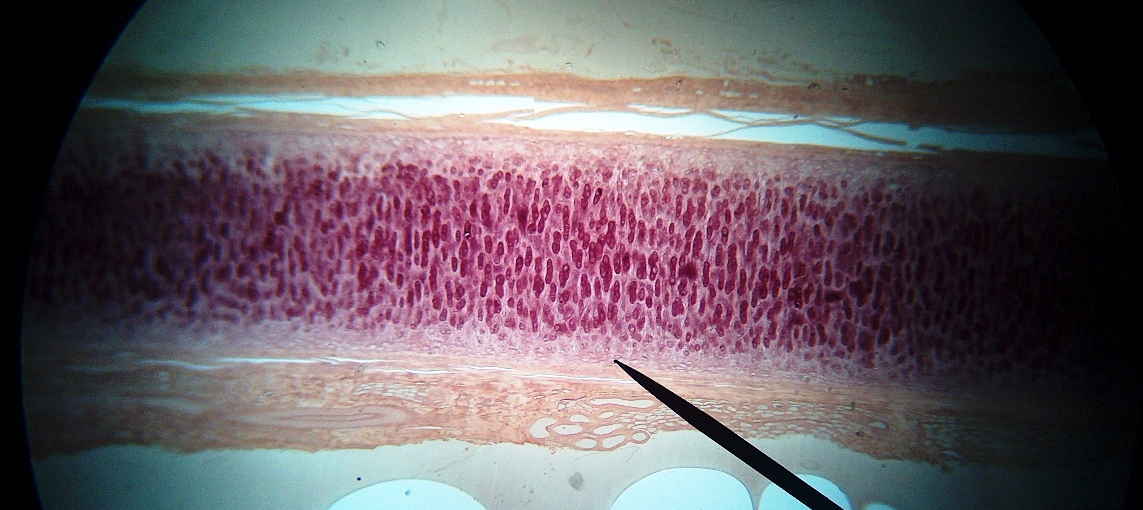
Cartilage élastique

Le périchondre (du grec περί, perí, « autour » et χόνδρος, khóndros, « cartilage ») est une lame de tissu conjonctif qui entoure tous les cartilages sauf le cartilage articulaire et le cartilage fibreux (fibrocartilage).

## Constitution
Le périchondre est formé de deux couches :
- une couche nourricière externe qui est une couche fibreuse de tissu conjonctif dense, richement vascularisée et innervée ;
- une couche chondrogène, en contact avec le cartilage, qui est peu vascularisée mais riche en cellules mésenchymateuses.

Cette dernière couche est constituée de fibres de collagène de type II et de cellules mésenchymateuses. Les fibres pénètrent dans le cartilage sous-jacent pour y ancrer le périchondre.
Cette zone interne chondrogène est très active en phase de croissance et peut disparaitre par endroits chez l'adulte.

## Fonction
Le périchondre permet :
- de nourrir le cartilage sous-jacent ;
- d'assurer la croissance et la réparation du cartilage par intégration des chondroblastes générés par la couche chondrogène.

## Évolution
Lors de l'ossification enchondrale, le périchondre se convertit en périoste.

## Aspect clinique
Le périchondre ne recouvre pas les cartilages articulaires, la régénération de ce type de cartilage est donc difficile, voire inexistante.